# Ekonomický intervencionismus
Ekonomický intervencionismus (také státní intervencionismus) je perspektivou hospodářské politiky, která upřednostňuje vládní zásah do tržního hospodářství, či regulaci ekonomických procesů v zemi k nápravě údajného selhání trhu a podpoře obecného blahobytu lidí. Intervence je tomto směru opatření vlády nebo mezinárodní instituce v tržním hospodářství usilující ovlivnit ekonomiku nad rámec základní možné regulace.
Hospodářské zásahy tohoto druhu mohou být zaměřeny na různé politické nebo ekonomické cíle, jako je podpora hospodářského růstu, či zaměstnanosti, navyšování mezd, regulace cen, podpora rovnosti příjmů, řízení peněžních zásob a úrokových sazeb, zvýšení zisku nebo řešení selhání trhu. Intervence státu mají obvykle podobu ochranných cel nebo subvencí, krajním příkladem intervence je zestátňování podniků a bank.

## Teorie
Teorie, jež takové zásahy pokládá za vhodné nebo dokonce nutné, je makroekonomická teorie Keynesiánství. Tento ekonomický směr vidí příčiny nestability tržní kapitalistické ekonomiky v nedostatečné agregátní poptávce a nadbytečné výrobě.
Tuto teorii vyložil John Maynard Keynes (1883–1946) ve své knize Obecná teorie zaměstnanosti, úroku a peněz z roku 1936. Jeho dílo započalo po ekonomické krizi 20. století (známé jako Velká deprese) v druhé polovině 30. let Keynesiánskou revoluci ekonomiky. Ekonomickou krizi měly podle Keynese řešit zásahy do ekonomiky poptávkou státního aparátu. Poptávka prostřednictvím výdajů ze státního rozpočtu měla vést k podněcování investic, které by uspokojily agregátní poptávku, a zároveň by s navýšenou spotřebou nárůst zaznamenala i zaměstnanost.
Keynes uznával efektivitu tržního mechanismu v alokaci potřebných zdrojů. Dle něj však tyto tržní systémy mají ve vývoji tendenci k nestabilitě, či cykličnosti a „v jistých situacích selhávají či nejsou dostatečné na to, aby samy odstranily ekonomické nešvary. Keynes usuzoval, že státní intervence do investic může znamenat oživení ekonomiky a pomůže tak boji s recesí.“
Ekonomický přístup prosazující ekonomické intervence státu, převládal až do počátku 70. let 20. století, kdy nastala krize intervencionistické politiky a ekonomická stagnace, která prokázala neúčinnost tehdejší Keynesovy hospodářské politiky.

## Politické ideologie a perspektivy

### Liberalismus
Termín „intervence“ v negativním spojení je užíván zastánci liberalismu a principu laissez faire. Liberálové a jiní zastánci volného trhu nebo ekonomiky laissez-faire obecně považují vládní zásahy za škodlivé, jsou přesvědčeni o neschopnosti vlády efektivně řídit ekonomické záležitosti. Dle klasických liberálů mají vládní úředníci a jiní státní činitelé tendenci prosazovat a vnucovat vlastní zájmy a názory, hledat větší sílu, autoritu, moc a peníze, a tato snaha se často projevuje formou ekonomického intervencionismu.

### Socialismus
Na druhé straně marxisté často cítí, že vládní programy v oblasti sociálního zabezpečení mohou zasahovat, pakliže docílí svržení kapitalismu a jeho nahrazení socialismem, protože sociální stát dělá kapitalismus pro průměrného pracovníka tolerantnější. Socialisté často kritizují intervencionismus jako neudržitelný a pravděpodobně způsobující větší ekonomické zkreslení v dlouhodobém horizontu. Z tohoto pohledu by jakýkoli pokus o „zaplnění“ protikladů kapitalismu vedl k narušení hospodářství jinde, takže jediným skutečným a trvalým řešením je zcela nahradit kapitalismus socialistickým hospodářstvím.

### Politická perspektiva
Moderní liberálové (ve Spojených státech, prezentují velmi odlišné názory od klasických liberálů) a současní sociální demokraté (v Evropě), spolu se středopravicovými konzervativními skupinami, jako jsou gaullisté a či křesťanští demokraté, jsou však nakloněni k intervencionismu a státní ekonomické intervenci. Podle jejich názoru se jedná důležitý prostředek podpory větší rovnosti příjmů, sociálního blahobytu, společenského řádu a stability.
Nacionalisté a konzervativci vnímají ekonomický intervencionismus jako prostředek k ochraně moci státu či bohatství země anebo jejího lidu, obzvláště díky výhodám, které poskytuje průmyslové odvětví.

## Účinky
Účinky vládního ekonomického intervencionismu jsou značně zpochybňovány, což je podpořeno zkušenostmi zejména ze 70. let minulého století. Autority, které by měly být zodpovědné za regulaci trhu usilují o hospodářskou liberalizaci, nejsou tak konsistentní v uzavírání trhů a prosazují i osobní zájmy. V západních zemích vládní úředníci a politici teoreticky zvažují poměr ztrát a přínosů státního zásahu pro obyvatelstvo přesto, že k tomu nejsou v jednotlivých záležitostech dostatečně kompetentní. V jistých případech však podléhají nátlaku třetí, soukromé strany a jsou nuceny přijmout státní opatření.

### Argentina
Snaha státních aparátů a institucí jako je například Mezinárodní měnový fond či Světová banka o liberalizaci trhu v rámci restrukturalizace ekonomiky Latinské Americe vedla až k „difúzi regulačních orgánů“. Latinská Amerika v 80. letech prošla dluhovou krizí a hyperinflací (v letech 1989 a 1990). Tyto mezinárodní zainteresované organizace omezily ekonomickou páku státu a zavázali jej ke spolupráci.
Dva klíčové intervenční faktory, které podnítily ekonomický pokrok v Argentině, bylo podstatné zvyšování privatizace a zřízení měnové rady. Po několika projektech a neúspěšných pokusech se však intervence v Argentině zastavily.
To svědčí o tom, že globální instituce, včetně Mezinárodního měnového fondu a Světové banky, podněcují a šíří otevřenost ke zvýšení zahraničních investic a hospodářského rozvoje na místech včetně Latinské Ameriky.

### Spojené státy americké
Intervence pro hospodářský rozvoj jsou na uvážení a vlastní zájem zúčastněných stran. Pro představu během dluhové krize v roce 2008; vláda a mezinárodní instituce nepodpořily státním zásahem krachující, tehdy 4. největší investiční banku Ameriky poskytující globální finanční služby, Lehman Brothers, což vedlo až k jejímu krachu.
O několik dní později, když AIG (Americká nadnárodní finanční a pojišťovací společnost) byla také na pokraji zhroucení, stát vynaložil veřejné peníze pro její záchranu. Tyto korporace totiž mají vzájemně propojené zájmy se státem a jsou na sobě závislé.

### Japonsko
V Japonsku je abenomika forma ekonomického zásahu státu předsedy vlády Šinza Abeho, směřující k obnově bývalé slávy země z dob globalizace její ekonomie.

## Opozice
Zásadním odpůrcem intervencionismu byl německo-americký ekonom Ludwig von Mises, nejslavnější kritik státních zásahů do ekonomiky. Svoji kritiku popsal v des Intervencionismus, kde ukázal na zhoubné důsledky státních zásahů do hospodářství.